# ایندول
ایندول یک ترکیب آلیِ هتروسیکلِ آروماتیک با فرمول شیمیایی C۸H۷N است. ساختاری دو حلقه‌ای دارد که از یک حلقه بنزنِ شش عضوی به یک حلقه پیرولِ پنج عضوی به هم جوش خورده تشکیل شده‌است. ایندول به‌طور گسترده در طبیعت توزیع شده‌است و می‌تواند توسط باکتری‌های مختلف تولید شود. ایندول به عنوان یک مولکول پیام‌رسانی بین‌سلولی، جنبه‌های مختلف فیزیولوژی باکتری را تنظیم می‌کند، از جمله تشکیل اسپور، پایداری پلاسمیدی، مقاومت در برابر داروها، تشکیل بیوفیلم و ویرولانس. آمینو اسید تریپتوفان یک مشتق از ایندول و پیش ساز انتقال‌دهنده عصبی سروتونین است.

## خواص و ویژگی‌ها
ایندول در دمای اتاق جامد است. به‌طور طبیعی در مدفوع انسان وجود دارد و دارای بوی شدید مدفوع است. با این حال، در غلظت‌های بسیار کم، بوی گل می‌دهد، و جزء بسیاری از عطرها است. در قطران زغال‌سنگ نیز وجود دارد.
استخلاف مربوط به یک ایندول را، ایندولیل می‌نامند.
ایندول عمدتاً در موقعیت ۳ تحت جانشینی الکترون‌دوستی قرار می‌گیرد. ایندول‌های استخلافی عناصر ساختاری (و برای برخی از ترکیبات، پیش سازهای سنتزی) آلکالوئیدهای تریپتامین مشتق‌شده از تریپتوفان هستند که شامل ناقل‌های عصبی سروتونین و ملاتونین و همچنین داروهای روانگردان طبیعی دی‌متیل‌تریپتامین و سیلوسایبین است. سایر ترکیبات ایندولی شامل هورمون گیاهی اکسین (ایندول-۳-استیک اسید، IAA)، تریپتوفول، داروی ضدالتهاب ایندومتاسین و بتا بلاکر پیندولول است.
نام ایندول، تکواژ چندوجهی از کلمات ind igo و ole um است، زیرا ایندول ابتدا با استفاده از رنگ نیل با اولئوم جداسازی شد.

## کاربردهای پزشکی
ایندول‌ها و مشتقات آن‌ها در برابر سل، مالاریا، دیابت، سرطان، میگرن، تشنج، فشار خون بالا، عفونت‌های باکتریایی استافیلوکوکوس اورئوس مقاوم به متی سیلین (MRSA) و حتی ویروس‌ها اثرات دارویی نوید بخشی دارند.

## مسیرهای سنتز
ایندول و مشتقات آن را می‌توان با روش‌های مختلفی سنتز کرد.
مسیرهای اصلی صنعتی از آنیلین از طریق واکنش فاز بخار با اتیلن گلیکول در حضور کاتالیزورها شروع می‌شود:
به‌طور کلی، واکنش‌ها در دمایی بین ۲۰۰ تا ۵۰۰ درجه سانتی گراد انجام می‌شوند. بازده می‌تواند تا ۶۰٪ باشد. سایر پیش‌سازهای ایندول عبارتند از فرمیل تولوئیدین، ۲-اتیل‌آنیلین و ۲-(۲-نیتروفنیل) اتانول، که همگی تحت واکنش حلقوی‌شدن قرار می‌گیرند.

### سنتز ایندول لایمگروبر–بچو
سنتز ایندول لایمگروبر–بچو یک روش کارآمد برای سنتز ایندول و ایندول‌های استخلافی است. این روش در ابتدا در یک حق اختراع در سال ۱۹۷۶ فاش شد، این روش پربازده بوده و می‌تواند ایندول‌های استخلافی تولید کند. این روش به ویژه در صنعت داروسازی محبوب است، جایی که بسیاری از داروها از ایندول‌های استخلافی ویژه‌ای ساخته می‌شوند.

### سنتز ایندول فیشر

سنتز یکجای ایندول به کمک مایکروویو از فنیل‌هیدرازین و پیروویک اسید

یکی از قدیمی‌ترین و مطمئن‌ترین روش‌ها برای سنتز ایندول‌های استخلافی، سنتز ایندول فیشر است که در سال ۱۸۸۳ توسط امیل فیشر توسعه یافت. اگرچه سنتز ایندول به خودی خود با استفاده از سنتز فیشر مشکل ساز است، اغلب برای تولید ایندول‌های استخلافی در موقعیت‌های ۲ و/یا ۳ استفاده می‌شود. با این حال، با استفاده از سنتز ایندول فیشر طی واکنش فنیل‌هیدرازین با پیروویک اسید و به دنبال آن کربوکسیل‌زدایی از ایندول-۲-کربوکسیلیک اسید، ایندول تشکیل می‌شود. این سنتز به صورت یکجا با استفاده از تابش مایکروویو انجام می‌شود.

### سایر واکنش‌های سنتزکننده ایندول
- سنتز ایندول بارتولی
- سنتز ایندول بیشلر-موهالو
- سنتز ایندول کداگن-ساندبرگ
- سنتز ایندول فوکویاما
- سنتز ایندول گاسمن
- سنتز ایندول همتسبرگر
- سنتز ایندول لاروک
- سنتز مادلونگ
- سنتز ایندول ننیچسکو
- سنتز ایندول رایسرت
- سنتز ایندول بایر-امرلینگ
- در واکنش دیلز–ریزه،[۱۶][۱۷] دی‌متیل استیلن‌دی‌کربوکسیلات با ۲٬۱-دی‌فنیل‌هیدرازین به مقدار اضافی واکنش می‌دهد، که در زایلین، دی‌متیل ایندول-۳٬۲-دی‌کربوکسیلات و آنیلین تولید می‌شود. با حلال‌های دیگر، محصولات دیگری تشکیل می‌شوند. به عنوان مثال با استیک اسید گلاسیال یک پیرازولون و با پیریدین یک کینولین سنتز می‌شود.

## همچنین ببینید
- ایندول-۳-بوتیریک اسید
- آزمون ایندول
- ایزوایندول
- ایزوایندولین
- سنتز دی‌اکسیندول مارتینت
- اسکاتول (۳-متیل‌ایندول)
- سنتز استوله
- تریپتامین

### مراجع عمومی
- Houlihan, W. J., ed. (1972). Indoles Part One. New York: Wiley Interscience.[بدون شابک]
- Sundberg, R. J. (1996). Indoles. San Diego: Academic Press. ISBN 978-0-12-676945-6.
- Joule, J. A.; Mills, K. (2000). Heterocyclic Chemistry. Oxford, UK: Blackwell Science. ISBN 978-0-632-05453-4.
- Joule, J. (2000).  E. J., Thomas (ed.). Science of Synthesis. Vol. 10. Stuttgart: Thieme. p. 361. ISBN 978-3-13-112241-4.
- Schoenherr, H.; Leighton, J. L. (2012). "Direct and Highly Enantioselective Iso-Pictet-Spengler Reactions with α-Ketoamides: Access to Underexplored Indole Core Structures". Org. Lett. 14 (10): 2610–3. doi:10.1021/ol300922b. PMID 22540677.